# Declan Galbraith
Declan Galbraith (født Declan John Galbraith 19. december 1991 i Hoo St Werburgh, Kent) er en engelsk sanger af skotsk og irsk oprindelse. Han og hans familie bor i en landsby nær Rochester i Kent. Hans bedstefar spillede flere instrumenter i et band, og tog Galbraith med til de Fleadhs (koncerter) som han spillede ved, og blandingen af skotske og irske musikalske traditioner inspirerede Galbraith og blev hans tidligste musikalske indflydelse.

## Diskografi

### Studielbum
- 2002: Declan
- 2006: Thank You
- 2007: You and Me

### Singler
- 2002: "Tell Me Why"
- 2007: "Love of My Life"
- 2007: "Ego You" (2007)

## Fodnoter
1. ↑  Officiel side Arkiveret 16. maj 2017 hos  Wayback Machine på www.declanmusic.de (hentet september 2007)